# Ena: Številka 31, 1950
Ena: Številka 31, 1950 je slika ameriškega slikarja Jacksona Pollocka iz leta 1950. Je eden največjih in najvidnejših primerov umetnikovih del v slogu kapljanja v abstraktnem ekspresionizmu. Delo je bilo v lasti zasebnega zbiratelja do leta 1968, ko ga je kupil Muzej moderne umetnosti v New Yorku, kjer je od takrat tudi razstavljeno.

## Kontekst in slog
Ena: Številka 31, 1950 je ena od treh večjih slik v slogu kapljanja, drugi dve pa sta Jesenski ritem (Številka 30) in Modri Poles, ki ju je Pollock ustvaril leta 1950 v svojem ikoničnem studiu Barn v East Hamptonu v New Yorku. Poleti 1950, ko je nastajala Ena: številka 31, 1950, je bil fotograf Hans Namuth povabljen, da posname fotografije, ki dokumentirajo Pollockov studio in delo. Ob prihodu je bil Namuth sprva razočaran, ker je Pollock izjavil, da je veliko platno, prevlečeno z oljem in emajlom, dokončano; vendar pa je bil ta občutek nezadovoljstva kratkotrajen, saj je Pollock spontano vzel svoj čopič in začel na platno nanašati črno, belo in rjavo barvo na »plesni način«, kot ga je spomnil Namuth.
Ta zapletena mešanica »rjavih, modrih in sivih, prepletenih s črno in belo« z različnim sijajem je bila prva od mnogih slik, ki jih je Namuth uporabil za ustvarjanje Pollockove slike v slogu kapljanja, kjer je Pollock uporabljal palice, toge čopiče in druge instrumente in prostoročno metal barvo na platno, postavljeno na tla pod njim, v ospredje sveta umetnosti. Slika predstavlja enega od mnogih primerov Pollockovega prezira do nadrealističnega koncepta naključja, ki je nadomestil človeško zavest pri ustvarjanju umetnosti, saj je njegova tehnika slikanja v slogu kapljanja zajemala naključne gravitacijske učinke barve, ki je bila vržena na platno. Pollock je menil, da v vseh njegovih slikah v slogu kapljanja »ni nesreče, tako kot ni začetka in konca«. Poleg tega je bil Pollock pri komponiranju umetnin, kot je Ena: Številka 31, 1950, vedno bolj udobno na tleh, ko je izjavil: »Bolj sproščen sem. Počutim se bližje, bolj del slike, saj se tako lahko sprehajam po njej, delam s štirih strani in sem dobesedno v sliki«.

## Simbolizem
Ena: Številka 31, 1950 jukstapozicija umirjenih barv iz 1950-ih z brizganjem barve na vrhu predstavlja nepogrešljiv primer umetniškega dela abstraktnega ekspresionizma. Umetnostni zgodovinar Stephen Policari je menil, da Pollockova prelita slika predstavlja »nekakšno zamrznjeno dinamično ravnovesje neskončnega ritma in energije« in verjel, da različne kombinacije krivulj in ravnih črt medsebojno delujejo na tak način, da ustvarjajo shemo svetlobe in barv, tako zapleteno, da ga ni bilo mogoče opisati v kraljestvu evklidske geometrije.
Strokovnjaki pri MoMA menijo, da je bila Pollockova neprimerljiva spretnost poudarjena s prepletenimi barvnimi pasovi dela, za katere so menili, da so prispevali avro moči in polnosti celotne slike, hkrati pa ohranili občutek elegance in natančnosti v podrobnostih. Strokovnjaki MoMA prav tako poudarjajo občutek temeljnega reda sredi kaosa in neskončnosti Ena: Številka 31, 1950, ki ne vsebuje nobenih glavnih žarišč ali vzorcev; ta služi kot temelj interpretacij slike, v kateri je simbolizirala »utripajočo intenzivnost sodobnega mesta, prvinske ritme narave in celo neskončne globine kozmosa«.

## Konserviranje in restavriranje
Leta 2013 je bila Ena: Številka 31, 1950 sneta z mesta, ki je visela v MoMA in postavljena na tla vodoravno, tako da so lahko konservatorji analizirali sliko in se pripravili na njeno restavriranje. Prvič, ker je bila slika od vstopa v zbirko MoMA leta 1968 samo pobrisana s prahom, so jo očistili z gobicami in pobrali s kemično prilagojeno vodno raztopino, da so odstranili rumeno plast umazanije in drugo nakopičeno umazanijo. V fizičnem smislu slike ni bilo treba spreminjati, saj je njen nosilec držal sliko v primerni napetosti, platno pa je bilo utrjeno z nevsiljivo plastjo lepila za podlogo, ki je preprečilo prenos kisline. Vendar pa je bila ta obloga znak predhodnega zdravljenja, ki bi bilo zaključeno pred letom 1968; ker je bila ohranjenost slike minimalna, preden jo je MoMA kupila, je bila slika morda tudi drugače obdelana, zato so jo primerjali z njeno sliko, posneto na razstavi v Portlandu v Oregonu leta 1962, da bi odkrili neskladja.
Konservatorji so odkrili, da je bilo območje razpokanja, ki je posledica naravne razgradnje dejanske barve, prekrito z rentgenskim radiografom, ultravijoličnim pregledom, infrardečo spektroskopijo s Fourierjevo transformacijo in rentgensko fluorescenčno spektrometrijo, ki so jo potrdili kot prebarvanje. Po nadaljnjem pregledu in dodajanju kemičnega topila je bila bela prebarva, ki je pokrivala podrobnosti Pollockovega dela, bolj uporabljena na razpokah kot na izgubah v barvni plasti. V odmiku od ohranitvene vrednosti slike iz 1960-ih, ki je bila brezhibna brez kakršnih koli znakov staranja, so se konservatorji MoMA na koncu odločili za estetsko odločitev, da odstranijo belo barvo na razpokah in jih zgolj retuširajo z akvarelno barvo, da omogočijo minimalen poseg v videz slike. originalna slika.

## Dandanes
Leta 2019 si lahko sliko Ena: Številka 31, 1950 v MoMA ogleda več kot 3 milijone obiskovalcev letno. Poleg tega je Ena: Številka 31, 1950 ena od mnogih Pollockovih slik, ki so bile podvržene fraktalni analizi, ki se uporablja za dokazovanje pristnosti drugih Pollockovih del, kot tudi za prispevanje k boljšemu vpogledu v fraktalno geometrijo na splošno.